# 2016 FJ59
2016 FJ59, também escrito como 2016 FJ59, é um objeto transnetuniano que está localizado no cinturão de Kuiper, uma região do Sistema Solar. Ele possui uma magnitude absoluta de 7,0 e tem um diâmetro estimado de 175 km.

## Descoberta
2016 FJ59 foi descoberto no dia 28 de março de 2016 pelo DECam.

## Órbita
A órbita de 2016 FJ59 tem uma excentricidade de 0,134 e possui um semieixo maior de 44,747 UA. O seu periélio leva o mesmo a uma distância de 38,747 UA em relação ao Sol e seu afélio a 50,747 UA.